# Wereldkampioenschappen schermen 1999
De 47ste wereldkampioenschappen schermen werden gehouden in Seoel, Zuid-Korea in 1999. De organisatie lag in de handen van de FIE. Het was de eerste keer dat er een sabelcompetitie voor vrouwen was.

## Resultaten

### Mannen
| Discipline         | Goud                                                                  | Goud | Zilver                                                               | Zilver | Brons                                                                    | Brons   |
| ------------------ | --------------------------------------------------------------------- | ---- | -------------------------------------------------------------------- | ------ | ------------------------------------------------------------------------ | ------- |
| Floret individueel | Serhiy Holubnytskiy                                                   | UKR  | Matteo Zennaro                                                       | ITA    | Wolfgang Wienand Kim Young-ho                                            | GER KOR |
| Degen individueel  | Arnd Schmitt                                                          | GER  | Péter Vánky                                                          | SWE    | Kaido Kaaberma Pavel Kolobkov                                            | EST RUS |
| Sabel individueel  | Damien Touya                                                          | FRA  | Stanislav Pozdnjakov                                                 | RUS    | Jean-Philippe Daurelle Luigi Tarantino                                   | FRA ITA |
| Floret ploegen     | Lionel Plumenail Patrice Lhotellier Jean-Noël Ferrari Jean-Yves Robin | FRA  | Dong Zhaozhi Wang Haibin Ye Chong Zhang Jie                          | CHN    | Piotr Kiełpikowski Adam Krzesiński Sławomir Mocek Wojciech Szuchnicki    | POL     |
| Degen ploegen      | Rémy Delhomme Jean-François Di Martino Hugues Obry Éric Srecki        | FRA  | Elmar Borrmann Jörg Fiedler Arnd Schmitt Marc-Konstantin Steifensand | GER    | Camilo Boris Nelson Loyola Carlos Pedroso Iván Trevejo                   | CUB     |
| Sabel ploegen      | Jean-Philippe Daurelle Mathieu Gourdain Julien Pillet Damien Touya    | FRA  | Norbert Jaskot Arkadiusz Nowinowski Marcin Sobala Rafał Sznajder     | POL    | Aleksej Djatsjenko Aleksej Frossin Stanislav Pozdnjakov Sergej Tsjarikov | RUS     |

### Vrouwen
| Discipline         | Goud                                                                 | Goud | Zilver                                                                           | Zilver | Brons                                                    | Brons   |
| ------------------ | -------------------------------------------------------------------- | ---- | -------------------------------------------------------------------------------- | ------ | -------------------------------------------------------- | ------- |
| Floret individueel | Valentina Vezzali                                                    | ITA  | Sabine Bau                                                                       | GER    | Svetlana Bojko Iris Zimmermann                           | RUS USA |
| Degen individueel  | Laura Flessel-Colovic                                                | FRA  | Diana Romagnoli                                                                  | SUI    | Ildikó Mincza-Nébald Miraida García-Soto                 | HUN CUB |
| Sabel individueel  | Jelena Zjemajeva                                                     | AZE  | Ilaria Bianco                                                                    | ITA    | Ève Pouteil-Noble Anna Ferraro                           | FRA ITA |
| Floret ploegen     | Sabine Bau Simone Bauer Gesine Schiel Monika Weber-Koszto            | GER  | Sylwia Gruchała Alicja Kryczało Magdalena Mroczkiewicz Barbara Szewczyk-Wolnicka | POL    | Meng Jie Shi Haiying Xiao Aihua Yuan Li                  | CHN     |
| Degen ploegen      | Ildikó Mincza-Nébald Tímea Nagy Gyöngyi Szalay-Horváth Hajnalka Tóth | HUN  | Li Na Liang Qin Yang Shaoqi                                                      | CHN    | Claudia Bokel Imke Duplitzer Kristina Ophardt Katja Nass | GER     |
| Sabel ploegen      | Ilaria Bianco Daniela Colaiacomo Anna Ferraro Alessia Tognolli       | ITA  | Cécile Argiolas Magali Carrier Ève Pouteil-Noble Anne-Lise Touya                 | FRA    | Tatjana Djatsjenko Anzjela Volkova Jelena Zjemajeva      | AZE     |

## Medaillespiegel
| Plaats | Land             | Goud | Zilver | Brons | Totaal |
| 1      | Frankrijk        | 5    | 1      | 2     | 8      |
| 2      | Duitsland        | 2    | 2      | 2     | 6      |
| 2      | Italië           | 2    | 2      | 2     | 6      |
| 4      | Azerbeidzjan     | 1    | 0      | 1     | 2      |
| 4      | Hongarije        | 1    | 0      | 1     | 2      |
| 6      | Oekraïne         | 1    | 0      | 0     | 1      |
| 7      | China            | 0    | 2      | 1     | 3      |
| 7      | Polen            | 0    | 2      | 1     | 3      |
| 9      | Rusland          | 0    | 1      | 3     | 4      |
| 10     | Zweden           | 0    | 1      | 0     | 1      |
| 10     | Zwitserland      | 0    | 1      | 0     | 1      |
| 12     | Cuba             | 0    | 0      | 2     | 2      |
| 13     | Estland          | 0    | 0      | 1     | 1      |
| 13     | Zuid-Korea       | 0    | 0      | 1     | 1      |
| 13     | Verenigde Staten | 0    | 0      | 1     | 1      |
| Totaal | Totaal           | 12   | 12     | 18    | 42     |

1937 · 1938 · 1947 · 1948 · 1949 · 1950 · 1951 · 1952 · 1953 · 1954 · 1955 · 1956 · 1957 · 1958 · 1959 · 1961 · 1962 · 1963 · 1965 · 1966 · 1967 · 1969 · 1970 · 1971 · 1973 · 1974 · 1975 · 1977 · 1978 · 1979 · 1981 · 1982 · 1983 · 1985 · 1986 · 1987 · 1988 · 1989 · 1990 · 1991 · 1992 · 1993 · 1994 · 1995 · 1997 · 1998 · 1999 · 2000 · 2001 · 2002 · 2003 · 2004 · 2005 · 2006 · 2007 · 2008 · 2009 · 2010 · 2011 · 2012 · 2013 · 2014 · 2015 · 2016 · 2017 · 2018 · 2019 · 2022 · 2023